# 砂川正隆
砂川 正隆（すながわ まさたか、1967年 - ）は、日本の医学者、歯科医師、生理学者。専門は生理学、ライフサイエンス。昭和大学医学部生理学講座教授。
歯科医師として医学部の教授を務めている例は稀である。

## 来歴
- 1967年（昭和42年） - 兵庫県神戸市出まれ
- 1986年（昭和61年）3月- 兵庫県立長田高等学校卒業
- 1991年（平成3年）3月 - 早稲田大学商学部卒業
- 1996年（平成8年）3月 - 昭和大学歯学部卒業
- 2010年（平成22年）7月 - 昭和大学医学部第一生理学教室 准教授
- 2012年（平成24年） 9月～2013年（平成25年）8月 米国ピッツバーグ大学医学部薬理学教室
- 2017年（平成29年）4月 - 昭和大学医学部生理学講座生体制御学部門 教授

## 学会
- 日本生理学会（評議員）
- 日本疼痛学会（代議員）
- 日本歯科東洋医学会（専務理事・指導医）
- 日本東洋医学会（監事，代議員，東京都部会事務局長）
- 日本ペインクリニック学会 等

## 論文
- 28-Hydroxy-3-oxoolean-12-en-29-oic Acid, a Triterpene Acid from Celastrus Orbiculatus Extract, Inhibits the Migration and Invasion of Human Gastric Cancer Cells In Vitro